# Unleashed in the East
Az Unleashed in the East a brit Judas Priest első koncertlemeze, mely 1979-ben Japánban került rögzítésre. Minden idők egyik legjobb koncertlemezének számít, noha érték olyan vádak, hogy a számokat nem a koncerteken rögzítették, és a közönségzaj is elég művinek hat. Viszont a dalok hallhatóan élőjáték eredményei, és valami olyan extra energiát vittek a felvételekbe, hogy akár egy következő sorlemezként is beilleszthető a gyűjteménybe.

## Számlista
1. "Exciter" (Rob Halford, Glenn Tipton) - 5:38
2. "Running Wild" (Tipton) - 2:53
3. "Sinner" (Halford, Tipton) - 7:31
4. "The Ripper" (Tipton) - 2:44
5. "The Green Manalishi" (Peter Green) - 3:16
6. "Diamonds & Rust" (Joan Baez) - 3:30
7. "Victim of Changes" (Al Atkins, Halford, K. K. Downing, Tipton) - 7:12
8. "Genocide" (Halford, Downing, Tipton) - 7:19
9. "Tyrant" (Halford, Tipton) - 4:32

### Japán verzió / 2001-es bónuszok
1. "Rock Forever" (Halford, Downing, Tipton) - 3:27
2. "Delivering the Goods" (Halford, Downing, Tipton) - 4:07
3. "Hell Bent for Leather" (Tipton) - 2:40
4. "Starbreaker" (Halford, Downing, Tipton) - 6:00

## Zenészek
- Rob Halford: ének
- K. K. Downing: gitár
- Glenn Tipton: gitár
- Ian Hill: basszusgitár
- Les Binks: dob

## Helyezések
Billboard (Észak - Amerika)
| Év   | Chart      | Helyezés |
| ---- | ---------- | -------- |
| 1979 | Pop Albums | 70       |